# Euville
 Euville  es una población y comuna francesa, en la región de Lorena, departamento de Mosa, en el distrito de Commercy y cantón de Commercy.
Incluye tres communes associées: Aulnois-sous-Vertuzey (227 hab.), Vertuzey (205 hab.) y Ville-Issey (182 hab.).

## Demografía
| 1523 | 1407 | 1423 | 1423 | 1437 | 1420 |
| Para los censos de 1962 a 1999 la población legal corresponde a la población sin duplicidades (Fuente: INSEE [Consultar]) |      |      |      |      |      |